# Humanity: Hour 1
Albums de Scorpions
Unbreakable
(2004) Sting in the Tail
(2010)
Singles
1. Humanity
Sortie : 25 mars 2007
2. Love Will keep Us Alive (promo)
Sortie : 2007
3. Game of Life (promo)
Sortie : 2008

Humanity: Hour 1 est le seizième album studio du groupe allemand de hard rock Scorpions. Il sortit le 14 mai 2007 en Europe sous le label Sony Music/BMG, il sortira aux États-Unis le 28 août 2007 et fut produit par Desmond Child (producteur notamment de Cher, Kiss, Alice Cooper et Aerosmith entre autres) et James Michael (producteur américain et chanteur de Sixx:A.M.).

## Historique
Cet album fut enregistré entre octobre 2006 et février 2007 dans plusieurs studios en Californie. Desmond Child s'occupa de l'enregistrement du chant dans un studio alors que James Michael se consacra à l'enregistrement des guitares, de la basse et de la batterie dans un studio différent . Les deux producteurs s'impliquant aussi dans la composition et l'écriture des textes des nouvelles chansons et en participant aux chœurs.
Cet album prouve que depuis 2004 avec l'album Unbreakable, le groupe est bien de retour sur le devant de la scène avec une réalisation solide, originale et assez recherchée (son plus "moderne" parfois type "nu" metal, contributions d'autres musiciens de renom, concept pour les paroles) reçue positivement par les critiques et les fans. L'album a été réalisé sous la forme d'un album concept dont le thème principal est l'humanité et son avenir. Des musiciens "invités" tels que Billy Corgan des Smashing Pumpkins  ou Eric Bazilian apparaissent sur certaines des chansons. John 5 participa à l'écriture du titre Hour I et y joua de la guitare. Il est le premier album du groupe — et même le seul jusqu'à présent — à ne comprendre aucun titre signé par le duo Klaus Meine / Rudolf Schenker. D'ailleurs, dans la liste des titres ci-dessous, rien ne précise qui a écrit les paroles ou les musiques.
La chanson "Humanity" est sortie en single et a bénéficié d'un clip vidéo. Un site spécialement consacré à l'album et à son concept  a aussi été créé.
L'album se classa à la 9e place des charts allemands et à la 16e place des meilleures ventes de disques en France. Il permet aussi au  groupe de se classer à nouveau aux États-Unis en atteignant la 63e place du Billboard 200.

## Liste des titres
| No  | Titre                     | Auteur                                                     | Durée |
| --- | ------------------------- | ---------------------------------------------------------- | ----- |
| 1.  | Hour I                    | Rudolf Schenker, Desmond Child, James Michael, John Lowery | 3:26  |
| 2.  | The Game of Life          | Klaus Meine, Child, Mikael Nord Andersson, Martin Hansen   | 4:04  |
| 3.  | We Were Born To fly       | Matthias Jabs, Eric Bazilian, Marti Frederiksen            | 4:00  |
| 4.  | The Future Never Dies     | Meine, Child, Bazilian, Jason Paige, Russ Irwin            | 4:03  |
| 5.  | You're Lovin' Me To Death | R. Schenker, Child, Andreas Carlsson, Bazilian             | 3:15  |
| 6.  | 321                       | R. Schenker, Child, Frederiksen, Paige                     | 3:54  |
| 7.  | Love Will Keep Us Alive   | Meine, Child, Bazilian, Frederiksen                        | 4:32  |
| 8.  | We Wil Rise Again         | Jabs, Michael, Child, Paige                                | 3:50  |
| 9.  | Your Last Song            | R. Schenker, Child, Bazilian                               | 3:44  |
| 10. | Love Is War               | Jabs, Michael, Child, Frederiksen                          | 4:20  |
| 11. | The Cross                 | Jabs, Michael, Child, Frederiksen                          | 4:28  |
| 12. | Humanity                  | Meine, Child, Bazilian                                     | 5:26  |

Titres bonus sur les éditions limitées, éditions japonaise et version en LP vinyle.
| No  | Titre                                | Auteur                              | Durée |
| --- | ------------------------------------ | ----------------------------------- | ----- |
| 13. | Cold                                 | Jabs, Child, Bazilian, Frederiksen  | 5:26  |
| 14. | Humanity (Radio Edit)                | Meine, Child, Bazilian              | 4:06  |
| 15. | Love Will Keep Us Alive (Radio Edit) | Meine, Child, Bazilian, Frederiksen | 4:06  |

## Musiciens
Scorpions
- Klaus Meine: chant
- Rudolf Schenker: guitare rythmique
- Matthias Jabs: guitare solo
- James Kottak: batterie, percussions
- Pawel Maciwoda: basse

Invités
- Billy Corgan: chant sur la chanson The Cross
- Eric Bazilian: guitare sur la chanson Love Will Keep Us Alive
- John 5 : guitare sur la chanson Hour I
- Russ Irwin: piano sur The Future Never Dies
- Harry Sommerdahl: programmation sur Love Will keep Us Alive
- Jason paige, Jeanette Olson, James Michael & Desmond Child: chœurs
- Angela Whitaker & Roman Shaw Child: Voice-over

## Charts
| Pays                               | Durée du classement | Meilleur classement | Date              |
| ---------------------------------- | ------------------- | ------------------- | ----------------- |
| Allemagne (GfK Entertainment)      | 8 semaines          | 9e                  | 8 juin 2007       |
| Autriche (Ö3 Austria Top 40)       | 3 semaines          | 41e                 | 8 juin 2007       |
| Belgique (W) (Ultratop)            | 5 semaines          | 79e                 | 9 juin 2007       |
| Espagne (Promusicae )              | 2 semaines          | 59e                 | 3 juin 2007       |
| États-Unis (Billboard 200)         | 2 semaines          | 63e                 | 15 septembre 2007 |
| Finlande (Suomen virallinen lista) | 2 semaines          | 29e                 | 4 juin 2007       |
| France (SNEP)                      | 13 semaines         | 16e                 | 19 mai 2007       |
| Italie (FIMI)                      | 3 semaines          | 44e                 | 31 mai 2007       |
| Pays-Bas (MegaCharts)              | 1 semaine           | 91e                 | 2 juin 2007       |
| Suède (Sverigetopplistan)          | 2 semaines          | 36e                 | 14 juin 2007      |
| Suisse (Schweizer Hitparade)       | 4 semaines          | 27e                 | 10 juin 2007      |